# Куно фон Минден
Куно фон Минден или Конрад фон Дипхолц (на немски: Cuno/Kuno von Minden/Konrad von Diepholz; * пр. 1233; † 7 март 1266) от фамилията на господарите на Дипхолц, е епископ на Минден (1261 – 1266).

## Произход и управление
Той е син на Куно III фон Дипхолц († 1233) и съпругата му Юта († сл. 1233/1239). Брат е на Йохан I фон Дипхолц († сл. 1265) и племенник на Вилхелм I († 1242), епископ на Минден, и на Йохан († 1253), епископ на Минден, архиепископ на Бремен. Роднина е на Готшалк фон Дипхолц († 1119), епископ на Оснабрюк.
Куно става през 1261 г. епископ на Минден. През 1261 г. той дава на Вунсторф Минденски права на град. Куно има конфликт с Албрехт I фон Брауншвайг заради Хамелн и манастира там. В Минден той строи отново изгорялата църква „Св. Мартин“.